# Цівка (річка)
Цівка — річка в Україні у Тернопільському районі Тернопільської області. Ліва притока річки Стрипи (басейн Дністра).

## Опис
Довжина річки приблизно 5,52 км, найкоротша відстань між витоком і гирлом — 5,36  км, коефіцієнт звивистості річки — 1,03 . Формується багатьма струмками та загатою.

## Розташування
Бере початок на південно-західній стороні від села Цицори. Тече переважно на північний захід через село Велику Плавучу і у селі Мала Плавуча впадає у річку Стрипу, ліву притоку річки Дністра.